# São Domingos (Guiné-Bissau)
São Domingos é uma cidade e sector da região de Cacheu na Guiné-Bissau com 1,035,1 km² .
Além da cidade de São Domingos, possui o importante posto fronteiriço da vila-tabanca de Jegue; ambas são atravessadas pela Rodovia Dacar–Lagos (TAH7/N2). A rodovia liga São Domingos à grande cidade senegalesa de Zinguichor (norte), e; à Ingoré (leste).

## Economia
A economia local assenta na produção de artesanato utilitário felupe, colheres, panelas e catanas